# 職役
職役（しょくえき）は、中国の唐代から宋代に郷村の人民に課せられた租税の運搬等の労役である。上等戸に課せられ、差科簿にもとづいて輪番で担当した。その負担は非常に重いもので、上等戸といえどもしばしば破産するに至った。このため、王安石の募役法による改善策も講じられたが、その弊害が絶たれることはなかった。

## 職役の種類

### 衙前（がぜん）
租税の管理・運搬を担当する。負担は職役の中で最も重い。「衙前」の名称は、唐代に禁軍・藩鎮の軍に衙前軍というものがあるのに由来する。衙前軍は皇城・藩将の城の警護に当たっていたが、次第に倉庫・運送の警護へとその役割が変わり、宋代に入ってからは専ら州郡の倉庫管理・租税運搬・官吏の送迎の役を負うようになった。
- 将吏衙前
軍人出身者が担当し、租税運搬等の州郡の雑役に従事した。次第に史料にその名が現れることが少なくなり、行われなくなっていったものと思われる。
- 長名衙前
郷村の戸からの志願者が担当し、坊場（酒問屋）の経営、船橋の通行税徴収の経営に従事する。その売上高のうちから政府に一定額を納入し、残額は長名衙前の報酬となる。募役法以前は、政府は長名衙前に坊場等の経営権を譲渡していたが、募役法以後は長名衙前を指定の経営者とするのをやめ、一般人から請負人を募集し、請負人が納入した請負支払金を衙前に対する手当金とした。また、運送にも従事し、その報酬を得た。

募役法以前には、坊場経営の利益の多い地方に長名衙前が集中していたが、募役法以後は、利益の多いところは官営とし、利益の少ないところのみ長名衙前に経営させた。彼等は官吏の宴会の費用を負担したが、募役法施行以前は坊場経営による利益が大きかったためさほどの負担とはならなかった。だが、募役法以後は利益の少ない坊場しか経営できなくなったため、宴会費用の負担が非常に重くなったため、それを苦に自殺する者も現れた。
- 里正衙前・郷戸衙前
将吏・長名衙前の無い場所や不足の場合に、義務として割当てる。郷戸衙前は郷戸から、里正衙前は里正職を終えた者が直後に割当てられる。

里正衙前は非常に負担が重く、富豪の少ない郷村は負担者が少ないため、その郷村の資力の低下を招き、富豪の多い郷村との不均衡が進んだ。里正衙前は至和2年（1055年）に廃止され、郷戸衙前の割当てが行われることになった。割当てに際しては、産銭（収入）と物力（資産）の額によってどの程度の役を負担するのかを決定した。実施後しばらくは民力が回復したものの、地方ごとの経済状況を顧みなかったうえ、産銭（＝その時点での収入）を考慮せず物力の額のみを基準とした（=職役負担時のリアルタイムな収入状況を反映しない）ため、上等戸の負担が重くなり、上等戸の資力の低下を招いた。よって人民は資力を低下させて役を逃れることを望むようになり、生産力が減少した。里正・郷戸衙前の負担が重い理由として、彼等は長名衙前とは違って職業的な衙前ではないので、事務に慣れておらず、運送上の損害賠償の費用がかさんだこと、将吏・長名衙前のような威厳がないため、運搬に携わる船頭や兵士による租税の横領が相次ぎ、その賠償を負担させられたことなどが挙げられる。その負担の程度は、専門職である長名衙前でさえ苦しんだことから、彼等の苦しみは長名衙前をしのぐものであったことはいうまでもない。

### 里正・戸長
納税の督促を担当する。募役法以前には、里正は第一等戸、戸長は第二等戸から選ばれたが、募役法以後は里正は廃止され、戸長のみが督促の任務に当たることになった。北宋初期は民衆への課税が軽く、さほどの負担にはならなかったが、王安石出現以降は税が重くなり、南宋に入るとさらに甚だしいものとなって未納税者が続出した。南宋では保正・保長・催税甲頭（保甲の管理職）が督促の任に当たったが、彼等は滞納の責任を問われ、非常な負担となった。

### 耆長・壮丁・弓手
いずれも警察・裁判に当たる役職である。耆長は第二等戸、壮丁は耆長の部下で、第三等戸から選出される。両者は郷村内の警察・裁判事務を行うほか、火災の処理等多くの事務を担当した。耆長・壮丁が郷の役であるのに対し、弓手は県に属する役で、県尉に属して盗賊の逮捕に従事した。

### 郷書手
郷の書記。賦税関係書類の記録を司った。